# Xã Hampton, Quận Lee, Arkansas
Xã Hampton (tiếng Anh: Hampton Township) là một xã thuộc quận Lee, tiểu bang Arkansas, Hoa Kỳ. Năm 2010, dân số của xã này là 690 người.